# Кизилбулак (Маканчинський район)
Кизилбула́к (каз. Қызылбұлақ) — село у складі Маканчинського району Абайської області Казахстану. Входить до складу Коктерецького сільського округу.
Населення — 185 осіб (2021; 367 у 2009, 420 у 1999, 422 у 1989).
Національний склад станом на 1989 рік:
- казахи — 100 %

Станом на 1989 рік село називалось Петровське.